# شعيب النورة
شعيب النورة، قرية من قرى محافظة العيص، والتابعة لمنطقة المدينة المنورة في السعودية.